# Рат у Авганистану (1992—1996)
Овај чланак покрива део савремене авганистанске историје између 28. априла 1992, дана када је нова привремена авганистанска влада требало да замени Републику Авганистан председника Мохамеда Наџибулаха, и освајање Калибана од стране талибана, успостављањем Исламског емирата Авганистан 27. септембра 1996.
Дана 25. априла 1992, грађански рат је избио између три, касније пет или шест армија муџахедина, када је Хезб-е Ислами Гулбуддин на челу са Гулбудином Хекматјаром и уз подршку пакистанске обавештајне службе (ИСИ) одбио да формира коалициону владу са другим муџахединске групе и покушали су сами да освоје Кабул. Након четири месеца, већ је пола милиона становника Кабула побегло из града који је тешко бомбардован.
Наредних година неколико пута су неке од тих милитантних група стварале коалиције и често их поново разбијале. До средине 1994. године, првобитно становништво Кабула од два милиона пало је на 500.000. Од 1995. до 1996. године нова милиција, талибани, уз подршку Пакистана и ИСИ-а, постала је најјача сила. Крајем 1994. талибани су заузели Кандахар, 1995. заузели су Херат, почетком септембра 1996. заузели су Џалалабад, да би на крају крајем септембра 1996. заузели Кабул. Борбе би се наставиле и наредних година, често између сада доминантних талибана и других група (види Авганистански грађански рат (1996—2001) углавном на северу и североистоку државе.